# Ghosts 'n Goblins Resurrection
Ghosts 'n Goblins Resurrection est un jeu vidéo de plates-formes développé et édité par Capcom sur la Nintendo Switch, sorti le 25 février 2021. Il s'agit du septième jeu de la franchise Ghosts 'n Goblins.

## Système de jeu
Ghosts 'n Goblins Resurrection est un jeu de plates-formes à défilement horizontal, le joueur incarnant Arthur devra alors terminer les niveaux du jeu en évitant et/ou en détruisant les ennemis sur son passage. Le joueur peut obtenir huit types d'armes, disposant chacune de caractéristiques uniques, en plus de maîtriser des sorts et des compétences.
Il est également possible de jouer en coop.

## Développement et publication
Ghosts 'n Goblins Resurrection a été conçu et réalisé par le créateur de la franchise Ghosts' n Goblins, Tokuro Fujiwara. Le jeu a été codé sur le moteur de jeu RE Engine de Capcom.

## Accueil
Ghosts 'n Goblins Resurrection a recueilli des critiques "généralement favorables", selon le site d'agrégateur de critiques Metacritic. 

## Note
1. ↑  Aussi connu sous le nom Makaimura est de retour (帰ってきた 魔界村, Kaettekita Makaimura?) au Japon.